# Reinerton-Orwin-Muir
Reinerton-Orwin-Muir és una concentració de població designada pel cens dels Estats Units a l'estat de Pennsilvània. Segons el cens del 2000 tenia 1.037 habitants.

## Demografia
Segons el cens del 2000, Reinerton-Orwin-Muir tenia 1.037 habitants, 430 habitatges, i 322 famílies. La densitat de població era de 286 habitants per quilòmetre quadrat.
Dels 430 habitatges en un 26,7% hi vivien nens de menys de 18 anys, en un 61,6% hi vivien parelles casades, en un 8,6% dones solteres, i en un 24,9% no eren unitats familiars. En el 22,1% dels habitatges hi vivien persones soles el 14,7% de les quals corresponia a persones de 65 anys o més que vivien soles. El nombre mitjà de persones vivint en cada habitatge era de 2,41 i el nombre mitjà de persones que vivien en cada família era de 2,79.
Per edats la població es repartia de la següent manera: un 20,6% tenia menys de 18 anys, un 7,7% entre 18 i 24, un 27,2% entre 25 i 44, un 26% de 45 a 60 i un 18,4% 65 anys o més.
L'edat mediana era de 41 anys. Per cada 100 dones de 18 o més anys hi havia 98,3 homes.
La renda mediana per habitatge era de 39.821 $ i la renda mediana per família de 46.364 $. Els homes tenien una renda mediana de 31.765 $ mentre que les dones 23.068 $. La renda per capita de la població era de 18.663 $. Entorn del 4,7% de les famílies i el 5,4% de la població estaven per davall del llindar de pobresa.

## Poblacions més properes
El següent diagrama mostra les poblacions més properes.